# Gebäude Humboldtstraße 183
Das Gebäude Humboldtstraße 183 in Bremen-Östliche Vorstadt, Ortsteil Steintor, Humboldtstraße, stammt von 1862 bzw. 1883. 
Das Gebäude steht seit 2020 unter Bremischem Denkmalschutz.

## Geschichte
Seit 1837 gab es an der Ellhornstraße eine Taubstummenanstalt.
Das dreigeschossige giebelständige historisierende verputzte Gebäude wurde 1862 nach Plänen von Lüder Rutenberg als Taubstummenanstalt für den entsprechenden Verein gebaut.
1864 entstanden im westlichen Straßenverlauf durch den Bauunternehmer Rutenberg noch 20 zweigeschossige Wohnhäuser und ein Gemeinschaftshaus.
Teile der Gebäude wurden von 1877 bis 1959 von einer Volksschule, der Schule an der Lessingstraße, genutzt.
Die Schule wurde 1883 nach Plänen von Friedrich Wilhelm Rauschenberg aufgestockt, erheblich vergrößert und umgebaut.
Das Landesamt für Denkmalpflege Bremen befand zur Fenstergruppe im Giebel: „Es handelt sich dabei um eine heute seltene Dekorationsform, die der Architekt Rauschenberg 1883 bei der Aufstockung wählte und die stilistisch auf die Zeit um 1860 zurückverweist.“
Die 1928 verstaatlichte Institution wurde 1938 als Gehörlosenschule und nach 1945 wieder Taubstummenschule benannt. 1959 zog die Schule um und wurde mit der Sprach-, Heil- und Schwerhörigenschule an der Marcusallee vereinigt.
Danach war hier die Pädagogische Arbeitsstelle, die seit 1967 auch als Schulpraktisches Institut bezeichnet wird.
1991 erfolgte der Umbau zur KiTa und die Rekonstruktion der alten Fensteröffnungen.
Rauschenberg plante in Bremen u. a. auch das Ensemble Wiener Hof, Weberstraße 7 bis 23.